# Michel Piccoli
Michel Piccoli (Paris, 27 de dezembro de 1925 — 12 de maio de 2020) foi um ator francês.

## Biografia
Nascido em uma família musical de imigrantes italianos, sua mãe era pianista e seu pai um violinista.
Após o estudo de interpretação trabalhou em muitos palcos parisienses e foi por algum tempo diretor do Théâtre Babylone.
Fez parte da história do cinema com interpretações brilhantes em filmes como O Desprezo (1963) de Jean-Luc Godard, A Bela da Tarde (1967) de Luis Buñuel ou A Comilança (1973).
Tornou-se o ator preferido  de Claude Sautet, em "Les Choses de la vie" (Coisas da vida),"Max et les ferrailleurs" (Max e os ferros-velhos) e "Vincent, François, Paul et les autres" (Vincente, Francisco, Paulo e os outros), e de Luis Buñuel com quem manteve uma longa camaradagem. Participou de seis filmes realizados pelo cineasta espanhol, entre os quais importantes obras como  Le journal d'une femme de chambre (O jornal de uma camareira), Belle de jour (A Bela de dia) Le Charme discret de la bourgeoisie (O charme discreto da burguesia). Paralelamente, consolidou  a sua notoriedade no início dos anos de 1960, representando papéis na televisão: Les Joueurs (Os jogadores), Montserrat, Don Juan.

## Engajamento político
Engajado em uma linha política de esquerda, membro do Movimento pela Paz, ele sempre se destacou pelas suas posições contra o Front National (Frente Nacional), um partido político francês de extrema direita, militando também na Anistia Internacional.
Em março de 2007, assinou uma petição com 150  intelectuais  pedindo  para votar em Ségolène Royal, contra uma direita arrogante e pela esquerda da esperança. Ele continuou fiel ao Partido Socialista, após haver apoiado François Mitterrand em 1981.
Em maio de 2009 ele assinou com Juliette Gréco, Maxime Le Forestier e Pierre Arditi, uma carta aberta endereçada  a Martine Aubry, primeira secretária  do Partido Socialista, pedindo que os parlamentares socialistas adotassem a lei  Criação e Internete.

## Vida pessoal e morte
Foi casado com a atriz Eléonore Hirt, que lhe deu  uma filha, Anne-Cordélia; viveu em seguida durante onze anos com a cantora Juliette Gréco, antes de compartilhar sua vida com a cenarista Ludivine Clerc.
Morreu no dia 12 de maio de 2020, aos 94 anos, de acidente vascular cerebral.

## Filmografia
- French Cancan, de Jean Renoir (1954)
- La mort en ce jardin, de Luís Buñuel (1956)
- Le mépris (O Desprezo), de Jean-Luc Godard (1963)
- Diary of a Chambermaid (Segredos de Alcova), de Luis Buñuel (1964)
- La chance et l'amour, de Claude Berri, Charles L. Bitsch, Eric Schlumberger (1964)
- Dom Juan ou le Festin de Pierre, de Marcel Bluwal (1965)
- Is Paris Burning?, de René Clement (Paris Está em Chamas?) (1966)
- La curée, (O jogo perigoso do amor), de Roger Vadim (1966)
- La guerre est finie (A Guerra Acabou), de Alain Resnais (1966)
- Belle de jour (A Bela da Tarde), de Luis Buñuel (1967)
- Les Demoiselles de Rochefort (As Garotas Românticas), de Jacques Demy (1967)
- Diabolik, de Mario Bava (1968)
- La chamade (A  Chamada do Amor), de Alain Cavalier (1968)
- Dillinger è morto, de Marco Ferreri (1969)
- La voie lactée, de Luís Buñuel (1969)
- Topaz (Topázio), de Alfred Hitchcock (1969)
- Les choses de la vie (As Coisas da Vida), de Claude Sautet (1970)
- Max et les ferrailleurs (Max e os Duelistas), de Claude Sautet (1971)
- La Poudre d'escampette (Aventuras na Estrada ao Sol), de Philippe de Broca (1971)
- La Décade prodigieuse (Dez Dias Fantásticos), de Claude Chabrol (1971)
- Le charme discret de la bourgeoisie (O Discreto Charme da Burguesia), de Luis Buñuel (1972)
- Themroc, de Claude Faraldo (1972)
- La grande bouffe (A Comilança), de Marco Ferreri (1973)
- Le fantôme de la liberté (O Fantasma da Liberdade), de Luís Buñuel (1974)
- Le trio infernal, de Francis Girod (1974)
- Vincent, Paul, François, et les autres, de Claude Sautet (1974)
- La dernière femme, de Marco Ferreri (1976)
- Mado, de Claude Sautet (1976)
- Des enfants gatés, de Bertrand Tarvenier (1977)
- That Obscure Object of Desire (Esse Obscuro Objeto do Desejo), de Luís Buñuel (1977)
- Atlantic City, de Louis Malle (1980)
- Espion Lève-toi, de Yves Boisset (1981)
- La fille prodigue, de Jacques Doillon (1981)
- La passante du Sans-Souci, de Jacques Rouffio (1982)
- La diagonale du fou, de Richard Dembo (1984)
- Le paltoquet, de Michel Deville (1986)
- La puritaine (A Puritana), de Jacques Doillon (1986)
- Milou en mai, de Louis Malle (1990)
- La belle noiseuse (A Bela Intrigante), de Jacques Rivette (1991)
- Le visionarium, de Michel Piccoli e Jeremy Irons (1992)
- The Timekeeper, de Mitch Albom (1992)
- Les cent et une nuits de Simon Cinéma, de Agnès Varda (As Cento e Uma Noites) (1995)
- Party, de Manoel de Oliveira (1996)
- Passion in the Desert (Uma Paixão no Deserto), de Lavinia Currier (1997)
- Je rentre à la maison (Vou para Casa), de Manoel de Oliveira (2001)
- Je t'aime… moi non plus, de Maria de Medeiros (2004)
- Espelho Mágico, de Manoel de Oliveira (2005)
- Belle Toujours (Sempre Bela), de Manoel de Oliveira (2006)
- Chacun son cinema (Cada um Com seu Cinema), segmento "Encontro Único" de Manoel de Oliveira (2007)
- Habemus Papam (Habemus Papam), de Nanni Moretti (2011)
- Vous n'avez encore rien vu (Vocês ainda não viram nada!), de Alain Resnais (2012)
- Holy Motors, de Leos Carax (2013)
- Linhas de Wellington, de Raúl Ruiz e Valeria Sarmiento (2013)